# Секс-лялька

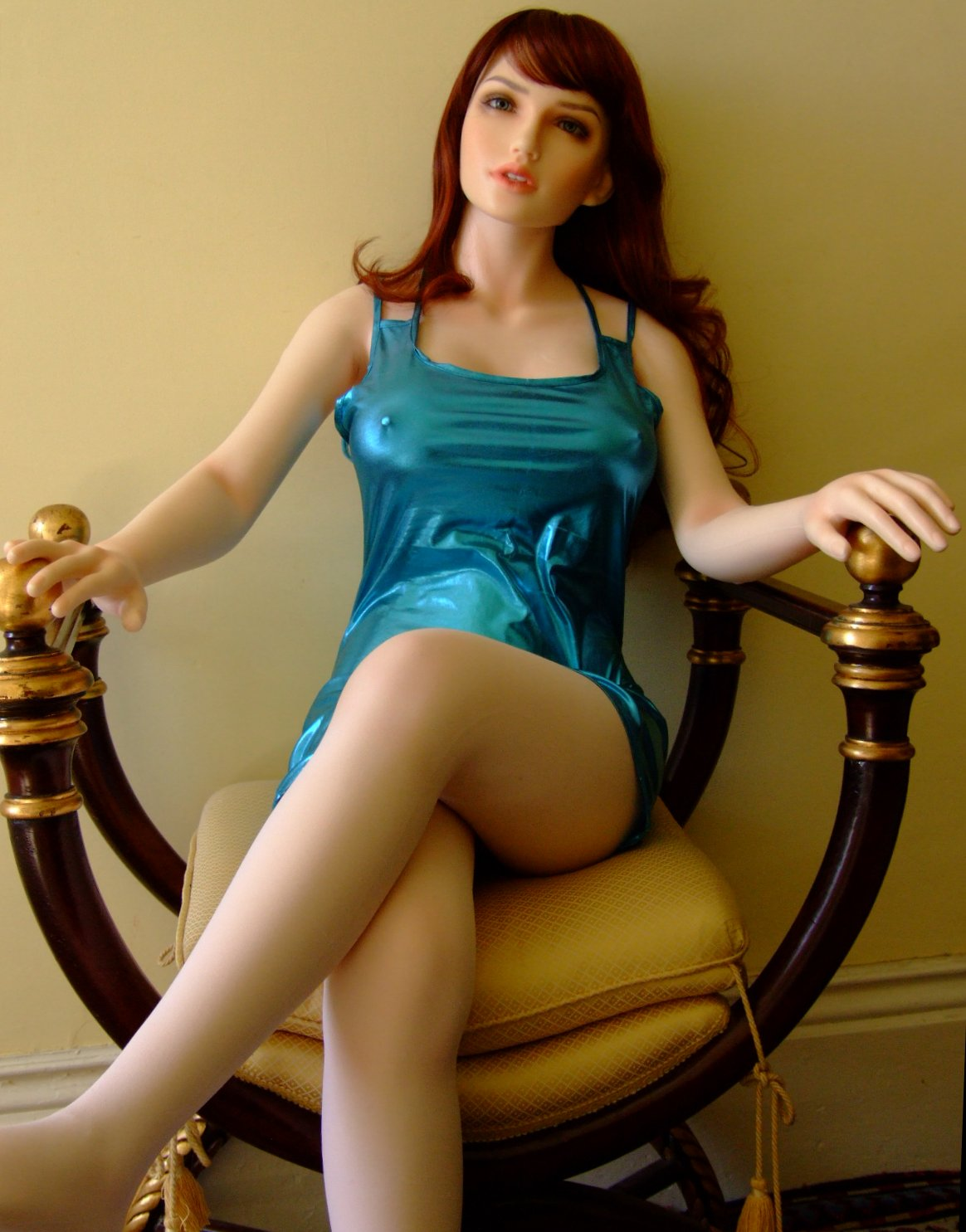
Нове покоління секс-ляльок високого класу, що мають вигляд манекену. На фото — секслялька Сенді.

Секс-ля́лька — сексуальна іграшка, що імітує сексуального(-у) партнера(-ку). Ляльки імітують жіноче або чоловіче тіло, чи навіть тіло тварини (вівця, корова).

## Різновиди
- Найпростіші ляльки — надувні. Зроблені, як правило, з вінілу. Схожість з людиною мають віддалену. У таких ляльок є штучна вагіна або пеніс. Зустрічаються прозорі варіанти з підсвічуванням, з можливістю вставки вібратора, а також у вигляді тварин. Основний виробник — КНР, найкращі зразки виробляє Франція та Німеччина.

- Якісніші ляльки зроблені з латексу. У них правдоподібні голови, як у манекенів. Їх голови та тіла виглядають правдоподібнішими, ніж у надувних, руки й ноги більше схожі на людські. Деякі моделі можуть наповнюватися теплою водою, для створення більшого ефекту подоби людського тіла. У надувних, латексних і комбінованих ляльок недоліком є мала правдоподібність і нетривкість. Часто відбуваються розриви надувних частин і проколи. Крім того, неможлива немала кількість сексуальних позицій.

- Існують моделі з силікону. Схожість з людиною у таких ляльок може бути майже ідеальною. Іноді вони зображують реальних людей. У таких ляльок є скелет, зроблений з полівінілхлориду або металу, оснащений суглобами, які згинаються. Такі ляльки можуть приймати різні пози для сексу. Вони набагато важчі, ніж більш дешеві надувні, їх вага може бути ідентичною з вагою людини. Крім того, поєднання металу, пластику, силіконового наповнювача та латексу призвело до надзвичайної слабкості та вразливості таких ляльок. Вони легко пошкоджуються й існують навіть «лікарні» для таких ляльок, що не призводить до естетичнішого вигляду виробу. У Японії на базі силіконових ляльок намагаються створити повноцінних андроїдів, але їх основним недоліком є надмірна вага, що не дозволяє пересуватися інакше, ніж в інвалідному візку. Така лялька коштує рівно у 2 рази дешевше повного варіанту. Основні країни виробники — США та Японія.

- Існують ляльки виконані з різних текстильних матеріалів, так звані набивні. Подібні ляльки використовували ще в XV–XVIII століттях у Франції та Італії як тренувальний об'єкт для хлопчиків з вищого суспільства. Сучасні текстильні ляльки робляться в основному з оксамитових матеріалів, за що одержали прізвисько «Плюшевих жінок». Користуватися ними можна тільки в презервативі, важать вони набагато менше від силіконових, що створює певну зручність користування. Випускаються набивні ляльки з ПВХ-«шкірою», але вони ще менш правдоподібні, ніж текстильні. Країни-виробники — США, Японія і Німеччина.

- Деякі ляльки використовують інноваційний матеріал, дуже еластичний гель. Такі екземпляри переважають силіконові в реалізмі, еластичності та довговічності. Додаткові можливості включають двигун у районі таза та аудіо можливості (за допомогою бездротових навушників).

## Історія
Довгий час матроси називали «дамою для подорожей» жіночу ляльку, виготовлену з пошитого полотна, яку використовували на борту кораблів під час плавання. Вперше секс-ляльку в сучасному вигляді було розроблено в Японії та Німеччині наприкінці 1930-х та на початку 1940-х у Німеччині в рамках армійського проєкту «Модель Борґільда», та в Японії — для використання на військових підводних човнах. В обох випадках метою їх створення було сексуальне полегшення чоловікам у чоловічому середовищі. Лялька «Bild Lilli» створена в середині п'ятдесятих років. Це німецький винахід, який продавали як секс-іграшку для чоловіків. Деякі історики вважають, що її дизайн надихнув американську винахідницю Рут Хендлер на створення першої ляльки Барбі.
1982 року після спроби імпорту секс-ляльок до Британії, ввезення «нецензурних або непристойних» предметів з Європи було заборонено. Коли ляльки були конфісковані англійськими митниками, Девід Салліван з Conegate, LTD подав до Європейського суду і 1987 року переміг. Тоді Британію змусили зняти заборону на імпорт, оскільки вона створювала умовний бар'єр для вільної торгівлі згідно з умовами Римського договору.